# تدريب عسكري

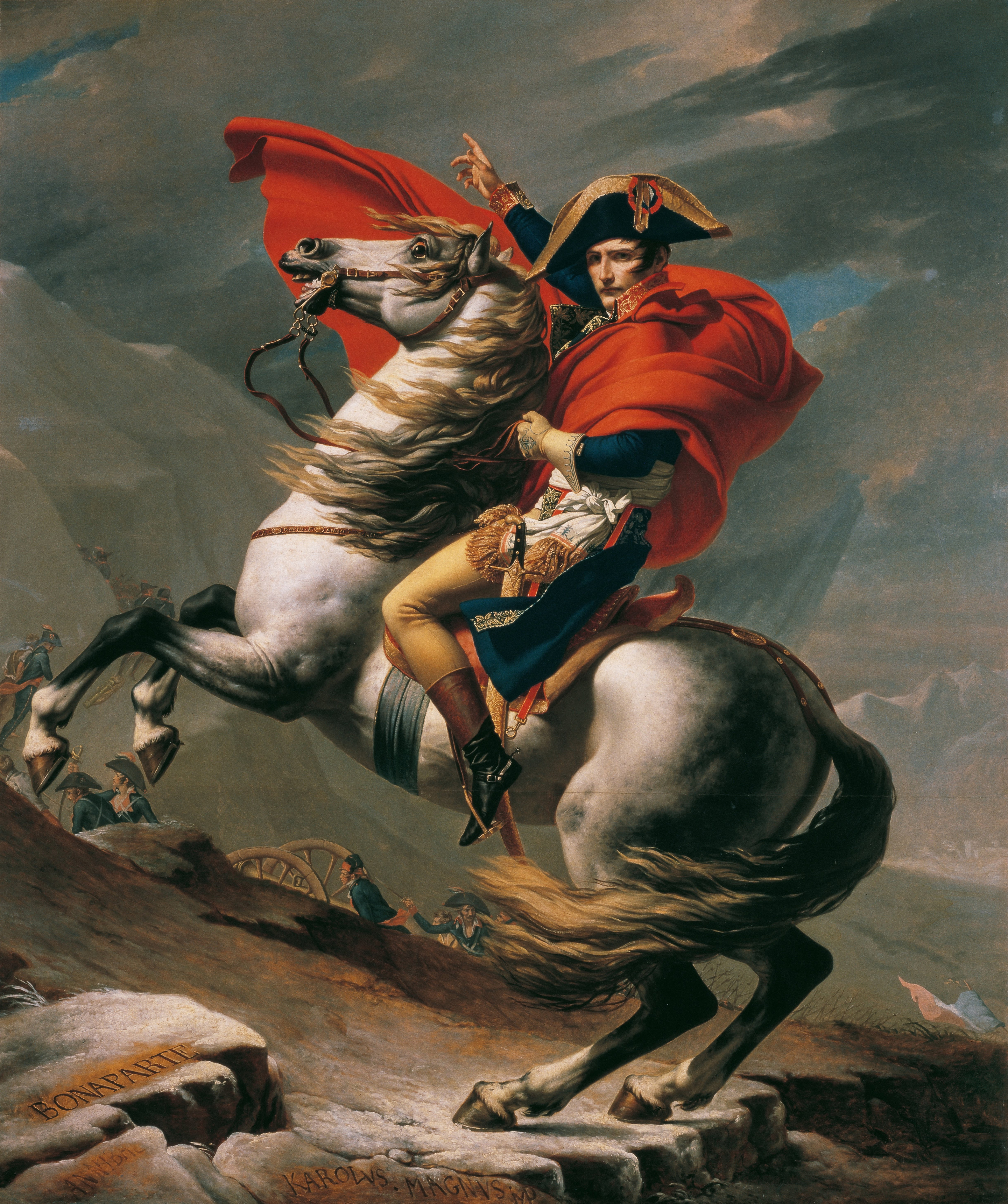

المناورة الحربية أو مشروع الحرب أو (بالإنجليزية: Maneuver or War Game)‏ تعبير عسكري يستخدم لوصف التحركات الميدانية للقوات العسكرية على أرض المعركة.
- في الحرب: هو تعبير يستعمله العسكريون للإشارة إلى إستراتيجية عسكرية تقوم على بدء الحرب بهجوم متحرك وسريع ومباغت يربك العدو ويوقع به خسائر هامة دون علم العدو مسبقا بهذا الهجوم.
- في السلم: هي تدريبات عسكرية تقوم بها عدة دول حليفة أو دول منفردة بين أفرع قواتها العسكرية المختلفة لتطوير أدائها وتعزيز مهاراتها الميدانية وتقوية الروابط العسكرية بين الدول المشتركة.

## خلفية المفهوم
معظم الأساليب الحربية تعتمد على التكامل بين المناورات الحربية وحرب الإستنزاف، ولتحقيق الفوز يجب قتل العدو أو اسره.
مفهوم المناورة الحربية طبق على مدى التاريخ من قبل الجيوش الصغيرة والأكثر تماسكا والأحسن تدريبا والأفضل تقنيا على حساب حرب الاستنزاف. والتعبير المناورة التكتيكية استعمل للدلالة على تحرك القوات للحصول على تموضع أفضل بالنسبة للعدو بدل استخدام المناورة الحربية.
فكرة استعمال التحرك السريع لابقاء العدو غير متوازن هي قديمة قدم الحرب نفسها رغم أن التغير التكنولوجي كتطور سلاح الفرسان والعربات زاد الاهتمام بالمناورة الحربية في ساحات القتال العصرية.

## عقيدة حرب الإستنزاف
العقلية الغربية وخصوصا الولايات المتحدة تعتقد أن العقيدة العسكرية في معظم المعارك بين الجيوش التي أنشئت تاريخيا قامت على أساس إستراتيجية حرب الإستنزاف. وتكشف دراسة أعمق ان هذا الرأي ليس عالميا، والعديد من الثقافات والمذاهب العسكرية التاريخية قامت على مبدأ المناورة الحربية.
نظرة الاستنزافيين للحرب تقوم على نقل الكثير من الرجال والعتاد إلى نقاط قوة العدو، مع التركيز على تدمير العدو أصوله المادية ويقاس نجاح الجيش والانتصار في الحرب بقتل قوات العدو وتدمير معداته وبنيته التحتية، واحتلال الأراضي. حرب الاستنزاف تميل لاستخدام المركزية الصارمة وهيكلة القيادة التي لا تحتاج إلا إلى قليل من الإبداع أو المبادرة من القياد المنخفضي المستوى (وتسمى أيضا من أعلى إلى أسفل، أو تكتيكات «دفع القيادة»).
وهذا ما يسمى ب «الحرب الصناعية» من جانب البعض لأنها تعتمد على 'الكثرة'. انها معارك شبه جامدة واسعة النطاق.الحرب الأهلية الأمريكية، حرب القرم والحرب العالمية الأولى هي أمثلة كلاسيكية لحرب الإستنزاف.
عقيدة المناورة الحربية ترى أساليب الحرب باعتبارها الطيف مع حرب الاستنزاف وحرب المناورة على عكس الغايات. في حرب الاستنزاف ينظر إلى العدو كمجموعة من الأهداف يمكن العثور عليها وتدميرها. حرب الاستنزاف تستغل المناورات لتنقل قوة النيران لتدمير قوات العدو، والمناورة الحربية من ناحية أخرى، تستغل القوة النارية والاستنزاف لتدمير العناصر الرئيسية المتصارعة فقط.
المناورة الحربية إستراتيجية تدعو إلى الحركة كي تؤدي إلى هزيمة قوة معارضة أكثر كفاءة وليس لمجرد الاتصال المباشر بها وتدمير قواتها حتى تلك التي لم تعد قادرة على القتال. فبدلا من ذلك، في المناورة الحربية، تدمير بعض أهداف العدو ك (مراكز القيادة العسكرية والقواعد اللوجستية وقوات الدعم، وما إلى ذلك) يقترن بعزل قوات العدو واستغلال نقاط ضعف حركة العدو وجعله غير قادر على الحرب.
تجاوز نقاط قوة العدو غالبا ما يؤدي إلى انهيار تحصيناته حتى في حالة الضرر المادي الضئيل (مثل خط ماجينو). القوة النارية، التي تستخدم أساسا لتدمير أكبر عدد ممكن من قوات العدو في حرب الاستنزاف، تستخدم لقمع أو تدمير مواقع العدو واختراق نقاطه خلال المناورة الحربية. تكتيكات التسلسل التي تعمل بها القوات التقليدية أو القوات الخاصة تستخدم على نطاق واسع من أجل التسبب في الفوضى والارتباك وراء خطوط العدو.
ويلخص يونارد المناورة الحربية النظرية على النحو التالي: استباق، تشويش، وتعطيل العدو كبدائل للدمار الشامل للعدو من خلال حرب الاستنزاف. توضيحا لمفهوم الجادبية العسكرية لكارل فون كلوزويتز نقترح السؤال: عل الجادبية العسكرية مصدر للقوة أو للضعف؟ هذه المسألة يمكن حلها باستخدام لعبة الشطرنج باعتبارها نموذجا: هل الملكة (أقوى قطعة في اللعبة) أو الملك (الدي يجعلك تخسر اللعبة) مركز جادبية اللاعب المعارض؟ بمجرد محاصرة الملك أو القضاء عليه، لا يهم كم عدد قطع الشطرنج الأخرى التي بقيت أو التي اخدتها.
حين تصبح الوتيرة والمبادرة ضرورية للغاية لنجاح المناورات الحربية، هياكل القيادة تميل إلى المزيد من اللامركزية، مع إعطاء المزيد من الحرية التكتيكية إلى الوحدات منخفضة المستوى. هذا يسمح إلى هيكل القيادة المركزية «على الأرض» وقادة الوحدات، التي لا تزال تعمل في إطار المبادئ التوجيهية لرؤية القائد، باستغلال نقاط ضعف العدو التي تصبح واضحة (وتسمى أيضا تكتيكات «إعادة الجذب» أو التوجيه المراقب).

## عناصر المناورة الحربية
- الوتيرة: وتيرة ما تجلى من مراقبة وتوجيه وتقرير وتفعيل.
- نقطة الإتصال: مركز الجهد، أو ضرب العدو في المكان المناسب في الوقت المناسب. وفقا لمارتن فانعا نقطة حيوية ودفاع ضعيف في آن معا.
- المفاجأة: تقوم على الخداع.
- الأسلحة المتنوعة والمناسبة
- المرونة: وفقا لمارتن فان العسكري المرن يجب أن يكون شاملا وذاتيا ولديه مقدرات زائدة عن حاجته.
- اللامركزية في القيادة: اتخاد قرارات سريعة تتفاعل مع الأوضاع المتغيرة لتبقى الاتصالات قائمة. والمستويات الدنيا في الجيش عموما يجب أن تفهم القصد.

## المناورات القديمة
بالنسبة لمعظم الجيوش في التاريخ كانت السرعة محدودة لأن القوات تكونت من جنود يسيرون نحو مشاركة متساوية للجميع. هذا يعني أنه من الممكن للجيشين المسير نحو بعضهما طالما كانا يرغبان في ذلك، مع ظروف ملائمة في كثير من الأحيان يتم تحديد مكان وزمان المعركة بالاتفاق وأخيرا بدء القتال. ولعل آخر وأشهر مثال على ذلك انتهى مع معركة أجينكور في 1415، وذلك من قبل هنري الخامس ملك إنجلترا الدي تجنب القتال بينما كانوا في مسيرهم إلى كاليه للتموين، مما اتاح له اختيار ميدان المعركة.
واحدة من أشهر أساليب المناورة في التاريخ كان تكتيك الكماشة أو التغليف، والذي استخدمه حنبعل ضد الجمهورية الرومانية في معركة كاناي في 216 قبل الميلاد، ومن قبل خالد بن الوليد ضد الإمبراطورية الفارسية في معركة الولجة في 633 ميلادية.
في أزمنة ما قبل التاريخ بدأ هذا يتغير مع تدجين الحصان، واختراع العربات وتزايد الاستخدام العسكري لسلاح الفرسان للهجوم على مجموعة الجنود المشاة لكسر تشكيلاتهم، ولقطع خطوط الاتصالات وعزل الجنود في وقت لاحق لتطبيق مفهوم هزيمة بالتفصيل باستخدام ميزة السرعة.

## المناورات التدريبية العصرية
هي تمارين عسكرية تجريها الجيوش والقوات المسلحة كنشاط تدريبي لاختبار الجهوزية العسكرية أو تكتيكات أو استراتيجيات عسكرية معنية أو أختبار أسلحة أو جميع هذه النشاطات من الدخول في معركة أو حرب حقيقية. تطلق على المناورات العسكرية أسماء رمزية مثل أي عملية عسكرية.